# دیوید کاروس
دیوید کاروس (انگلیسی: Davide Carrus؛ زادهٔ ۱۹ مارس ۱۹۷۹) بازیکن فوتبال اهل ایتالیا است.
از باشگاه‌هایی که در آن بازی کرده‌است می‌توان به باشگاه فوتبال فیورنتینا، باشگاه فوتبال مودنا، باشگاه فوتبال آنکونا، باشگاه فوتبال سالرنیتانا، باشگاه فوتبال فروزینونه، باشگاه فوتبال بولونیا، باشگاه فوتبال باری، باشگاه فوتبال کالیاری، باشگاه فوتبال امپولی، و باشگاه فوتبال اسپال اشاره کرد.